# 秋本敏男
秋本 敏男（あきもと としお、1891年7月21日 - 1982年9月3日）は、日本の地方政治家。東京府北多摩郡武蔵野町長を務めた。

## 来歴
1891年、秋本喜七の息子として生まれる。東京府（現・東京都）出身。1912年、日本大学を中退。武蔵野村会議員に当選し、町会議員を経て議長ともなる。
1928年の町制施行に際し、議員団を率いて長野県駒ヶ根市の市役所を視察、その庁舎をモデルに武蔵野町役場が建設された。
1933年、武蔵野町信用組合（現・多摩信用金庫）に入り、理事となった。
1939年2月22日に義理の叔父である秋本録之助が町長を辞任したので、後任として4月23日、町長に就任した。
在任中に紀元二千六百年記念行事の一環として市制施行が検討されたが、市の施設が乏しいのを理由に認められなかった。
1941年4月26日に退任。
1950年5月、武蔵野市信用組合組合長となった。1968年に大平信用金庫の会長となった。
そのほか、都心にあった日本獣医学校を自身の私有地を提供して招聘し、1938年に日本高等獣医学校（現・日本獣医生命科学大学）を設立、10年にわたり理事長の任を務める。
1982年、91歳で死去。墓所は多磨霊園。